# František Gregor Emmert
František Gregor Emmert (19. května 1940 Mstišov – 17. dubna 2015 Brno) byl český hudební skladatel (autor divadelní i televizní scénické hudby), pedagog kompozice a od roku 2006 profesor Janáčkovy akademie múzických umění (JAMU).

## Život
Emmertův rod pochází ze severního Bavorska, kde je jeho historie doložena v tamních farních knihách až do počátku 17. století (jeho předkové pocházeli z měst Weiden, Furth im Wald, Regensburg, Waldmünchen, Ippeheim, aj.). V Bavorsku se narodil ještě Emmertův otec Gregor. Rodina se přestěhovala do Čech až po první světové válce. Sám František Gregor Emmert se narodil v roce 1940 v Dvojhradí (místní část Mstišova, dnes součást města Dubí). Studovat odešel v roce 1954 do Prahy, kde nejprve absolvoval Vyšší hudebně pedagogickou školu. Poté studoval klavír (u prof. Lva Esche) a soukromě kompozici na Pražské konzervatoři (u Jana Zdeňka Bartoše). Ve studiu skladby pokračoval na Janáčkově akademii múzických umění (JAMU) v Brně u prof. Jana Kapra, které dokončil v roce 1965. V rámci umělecké aspirantury studoval u prof. Miloslava Ištvana. Po skončení aspirantury byl přijat na JAMU jako odborný asistent pro hudební teorii, kde od roku 1975 vyučoval hlavní obor skladba.
Emmert nikdy nebyl členem KSČ, zároveň se jako katolík držel stranou i proudu reformních intelektuálů 60. let a vždy si zachovával tvůrčí i názorovou nezávislost na autoritách. Emmert se dobral ke stylu tvořícímu jakousi alternativu k „brněnské kompoziční škole“ reprezentované zejména tvůrci racionálně či numericky komponované hudby (Alois Piňos, Miloslav Ištvan) a hlásí se k němu jako ke svému vzoru nejvýznamnější tvůrci následující brněnské skladatelské generace (Pavel Zemek-Novák). V 70. letech se Emmert vyprofiloval také jako jeden z dvorních autorů scénické hudby pro brněnské Divadlo Husa na provázku. Vytvořil pro ně například hudbu k inscenaci Dostojevského Bratři Karamazovi. Emmert je také autorem hudby k několika filmům. Skladatelsky se prosadil především v oblasti symfonické, jeho 26 dokončených symfonií jej řadí do čela českých symfoniků druhé poloviny 20. století. Komorní a vokální hudba posledních dvaceti let je postupně prostoupena duchovní inspirací katolickou vírou a mystikou.
Roku 1991 byl habilitován na docenta, v roce 2006 jmenován profesorem JAMU. Patřil k nejúspěšnějším pedagogům kompozice, jeho kompoziční třídou prošla celá řada současných autorů artificiální hudby, například Mojmír Bártek, Zoja Černovská, Afrodité Katmeridu, Pavel Malý, Martin Štědroň, Leoš Kuba, Mário Buzzi, Barbora Škrlová, Lenka Foltýnová, Ondřej Šárek, Jana Bařinková, Vojtěch Dlask, Tomáš Lučivjanský, Adrian Demoč, Vratislav Zochr, Jan Dobiáš, Irena Franková či Martina Kachlová, David Postránecký, Tereza Zemanová.
Zemřel v pátek 17. dubna 2015 po krátké nemoci.

## Kompoziční styl
Emmertova tvorba byla od svého začátku zasazena do duchovní tradice německé hudby s maximálním důrazem na kontrapunkt. V první etapě jeho tvorby (cca do roku 1975 převažuje recepce druhé avantgardy, včetně jejích postupů jako jsou aleatorika, multiserialita, mikrointervalika anebo timbrová hudba. Přibližně od poloviny 70. let, v souvislosti s Emmertovým návratem ke katolictví, se u něj ve větší míře začínají objevovat aluze na starší kompoziční metody, na romantickou hudbu, či na hudbu předrenesanční (Guillaume de Machaut). Ve svém pojetí postmoderny Emmert ale nepracuje s přímými citáty, pouze po svém přepracovává harmonii či sazbu. Je jedním z prvních českých skladatelů, kteří se plně dají označit za postmoderní. Emmertovy vrcholné symfonie z přelomu tisíciletí (přibližně od čísla 18) jsou psané pro obrovské symfonické orchestry, nezřídka osazené nestandardními nástroji (clariny, barytonový hoboj) a komponované často v biformě a polytempu. Polytempová technika spolu s osobitě uchopenou ideou spektrální kompozice jsou hlavními rysy Emmertových kompozic tohoto tvůrčího období. Emmertovy skladby jsou často neseny specifickou imaginativní poetikou překračující rámec katolictví. Většina symfonií má podtituly. Provedeny byly dosud symfonie 1–9 a symfonie č. 25 „Píseň - 'K tobě byl poslán anděl'“. 25. symfonie je zatím poslední provedenou Emmertovou symfonií, premiéru měla 1. června 2017 v kostele sv. Augustina v Brně. Smyčcový orchestr Ensemble Opera Diversa dirigoval Ondrej Olos, jako sólisté se představili Milan Paľa (viola), Marek Paľa (varhany), Jarmila Balážová (mezzosoprán).

## Významná provedení
- Vánoční oratorium, 1971 Drážďany
- Sluneční země (premiéra 1975, Státní filharmonie Brno, dir. Zdeněk Košler)
- Sedmá symfonie (premiéra 1981, SFB, dir. František Jílek)
- Motetto Salmo 22 (premiéra 2002, Výmar, Trio pianowo)

## Ocenění
- 1975 - Krajská cena Leoše Janáčka
- 1975 - Zvláštní cena SČSKU a ČHF (za skladbu Zpěvavá krajina)
- 1985 - Skladatelská soutěž sborových skladeb Jihlava (Maminčiny oči)
- 1996 - Cena ČRo 3 - Vltava „Berla sv. Vojtěcha“
- 1998 - Hlavní cena Musica Sacra Brno (Proprium Svatodušní)
- 2013 - Řád sv. Cyrila a Metoděje, Pamětní medaile České biskupské konference

## Dílo

### Symfonické dílo
- Sluneční země. Vokální symfonie pro soprán, recitátorku, smíšený sbor a velký orchestr; text: Drang-Tran-Con, vietnamská lidová poezie a vietnamský epos z 18. stol. Ťi fungam (1972–3) 52'
- Symfonie č. 1 pro recitátora a symfonický orchestr s užitím básně Elsa Louise Aragona, použito rastrové notace Ton de Leuwa (1965) 14'
- Symfonie č. 2 (1966) 36'
- Symfonie č. 3 (1967-68) 27'
- Symfonie č. 4 (1968) 16'
- Symfonie č. 5 „Kosmické zvony“ pro soprán, mužský sbor, magnetofonový pás a orchestr (1971) 23'
- Symfonie č. 6 „Důl Nelson III“ (1974–5), CHF 31'
- Symfonie č. 7 (1978-9), CHF 27'
- Symfonie č. 8 (1982) 35'
- Symfonie č. 9 (1983) 17'
- Symfonie č. 10 „Euanggelion“ (1985) 39'
- Symfonie č. 11 pro dva smyčcové orchestry a dechové kvinteto (1986) 13'
- Symfonie č. 12 „Veraikon“ (1986) 16'
- Symfonie č. 13 „Dny sblížení“ (1987) 20´
- Symfonie č. 14 „Ospravedlnění-Milosrdenství-Věrnost“ (1989) 90´
- Symfonie č. 15 „Žalm 1.“ věnováno ženě Bohdaně (1990) 15´
- Symfonie č. 16 „Útěcha zarmoucených“, pro sólové housle, dvě smyčcová kvarteta a dva komorní orchestry (1990) 16'
- Symfonie č. 17 „Krajiny Krušných hor“ (1990) 29´
- Symfonie č. 18 „Osmé zastavení Křížové cesty“ (1993) 52'
- Symfonie č. 19 „Šimon z Kyrény“ (1995) 55´
- Symfonie č. 20 „Tři noci sv. Josefa“ (1998) 57'
- Symfonie č. 21 „Pieta“ (2001) 59'
- Symfonie č. 22 „Laudate Dominum“ (2000) 31'
- Symfonie č. 23 „Věčný Jeruzalém“ (2004) 99'
- Symfonie č. 25 „Píseň - 'K tobě byl poslán anděl'“ (2012) 40'
- Symfonie č. 26 „Triduum sacrum“ (2014)

### Koncertantní skladby
- Concertino pro cembalo a dechové nástroje (1986)
- Concertino pro lesní roh a komorní soubor (1974)
- Concertino pro klavír a komorní orchestr (1964)
- Koncert pro housle a orchestr (1965)
- Koncert pro smyčcový orchestr a violino principale (1980)
- Koncert pro kytaru a komorní soubor (celesta a smyčcové nástroje, 1965)
- Koncert pro klavír a orchestr (1968)
- Koncert pro violu a orchestr (1966)
- Koncert pro violoncello a orchestr (1970)
- Koncert pro trubku a orchestr (1974)
- 2 koncerty pro varhany a orchestr (č. 2 z roku 1977)

### Kantáty a oratoria
- Requiem pro smíšený sbor, varhany a orchestr /na památku sedmnáctileté slovenské dívky, která byla zastřelena v Bratislavě r. 1968; český text: Josef Berg, Grace E. Frauensteinová (1969) 30'
- Vánoční oratorium pro dětský sbor, dvě trubky a varhany na texty ze Šteyerova kancionálu (1971) 20'
- Stabat mater. Oratorium pro sóla, smíšený sbor a velký orchestr (1976-78) 93'
- Ex aquam, et Spiritus sanctus. Oratorium pro sóla, smíšený dvojsbor a orchestr na latinské texty Nového zákona (1995) 104'
- Pašije pro sóla, smíšený sbor, varhany a trubku podle evangelie sv. Marka (1982)
- Qué soy l´immaculada Councepcion /"Jsem neposkvrněné početí"/. Oratorium na text z románu F. Werfla "Píseň o Bernadetě" per soprano drammatico, soprano lirico, mezzosoprano, contraalto, tenore eroico, basbaritono eroico e orchestra (1985)
- Svatý Michal. Kantáta pro mužský sbor /jednohlas/, 3 trubky in C, 3 lesní rohy in F, altový, tenorový a basový trombon, tubu, tympány a varhany na poezii P. Kléta (1986)
- Ex aquam et Spiritus Sanctus. Oratorium pro basové, basbarytonové a mezzosopránové sólo, smíšený dvojsbor a orchestr (1995)

### Komorní skladby
- Trio pro hoboj, violoncello a klavír (1985)
- 8 smyčcových kvartetů (č. 4 z roku 1968; č. 5 z roku 1978; č. 6 z roku 1986; č. 8 z roku 1996)
- Dvojkvintet (1981)
- Trnová koruna. Žesťový kvintet (1986)
- Hudba pro Ensemble Martinů (pro flétnu, housle, violu, violoncello a klavír, 1979)
- Decimetto pro žesťové nástroje (1986)
- Undecimetto pro smyčcové nástroje (1986)

- 7 sonát pro klavír (č. 1 z roku 1978; č. 2 z roku 1986; č. 7 z roku 1999)
- Reliéf pro klavír (1985)
- 3 sonáty pro housle a klavír (č. 2 z roku 1973; č. 3 z roku 2005)
- Sonáta pro varhany (1968)
- Preludium a passacaglia pro varhany (1979)
- Sonáta pro lesní roh a klavír (1978)
- Lérida. Sonáta pro violoncello a klavír (1972)

- Alfa asociace pro violoncello a klavír (1969)
- Beta asociace pro lesní roh, cimbál a kravské zvonce (1973)
- Gama asociace pro sólové violoncello (1975)
- Delta asociace pro sólový klarinet (1980)

- Romance pro hoboj a klavír (1980)
- Cantico pro 4 lesní rohy (1985)
- Pláč pro křídlovku a žesťové nástroje (1986)
- Hudba pro komorní smyčcový orchestr (1980)
- Tamango. Suita pro smyčcový orchestr a tympány (1962)
- „Dramma intimo - Musica da violino solo“, triptych věnovaný houslistovi Milanu Paľovi
- Jákobův zápas pro violu a komorní smyčcový orchestr 25´
- Modlitba pro varhany 6´

### Vokální skladby
- Biblické písně. Cyklus 8 písní pro 2 soprány a varhany (1986)
- Devět žalmových písní pro soprán a varhany I. (1986)
- Devět žalmových písní pro soprán a varhany II. (1986)
- Zpěvavá krajina. Smíšený sbor se sólem a doprovodem smyčcového kvarteta na text Ivo Odehnala (1974)
- Otče náš. Smíšený sbor (1984)
- Magnificat. Smíšený sbor (1985)
- Maminčiny oči. Tři ženské sbory a cappella na básně Jindřicha Hilčra (1985)
- Tři písně (2013) - skladba byla napsána pro vokálně-instrumentální soubor Collegium musicale bonum ze Slavkova u Brna